# Ганс-Мартін Фріче
Ганс-Мартін Фріче (нім. Hans-Martin Fritsche; 24 червня 1909, Тілловіц — 27 травня 1993, Ганау) — німецький офіцер, оберст вермахту. Кавалер Лицарського хреста Залізного хреста з дубовим листям.

## Біографія
В 1928 році вступив на службу в поліцію. 1 жовтня 1935 року перейшов у вермахт. Під час Польської кампанії служив в 8-й роті 30-го піхотного полку. На початку 1940 року переведений в 528-й піхотний полк 229-ї піхотної дивізії, з квітня 1940 року — ад'ютант 2-го батальйону. Учасник Французької кампанії та Німецько-радянської війни. З 1 жовтня 1940 року — командир 8-ї роти, з 1 жовтня 1942 року — 2-го батальйону свого полку. Відзначився у боях під Орлом. З 1 квітня 1943 року — командир 1-го батальйону свого полку. З 2 січня 1944 року — командир свого полку. Після розгрому дивізії на Східному фронті 1 липня 1944 року призначений командиром 11-го гренадерського полку 14-ї піхотної дивізії, з якою воював у Східній Пруссії. В травні 1945 року здався американським військам. В червні 1945 року звільнений.

## Звання
- Фельдфебель (1935)
- Лейтенант (1940)
- Оберлейтенант (1940)
- Гауптман (1942)
- Майор (1943)
- Оберстлейтенант (1944)
- Оберст (1 січня 1945)

## Нагороди
- Медаль «За вислугу років у Вермахті» 4-го і 3-го класу (12 років)
- Залізний хрест 2-го і 1-го класу
- Лицарський хрест Залізного хреста з дубовим листям
  - лицарський хрест (10 березня 1942)
  - дубове листя (№ 307; 2 жовтня 1943)
- Медаль «За зимову кампанію на Сході 1941/42»
- Нагрудний знак ближнього бою в бронзі
- Німецький хрест в золоті (18 березня 1945)